# Martina (Film)
Martina ist ein deutsches Zeitdrama aus dem Jahre 1949 von Arthur Maria Rabenalt. Es spielen Jeanette Schultze als Titelheldin Martina und Cornell Borchers als ihre Schwester die Hauptrollen.

## Handlung
Das Mädchen Martina verkörpert die Zerrissenheit einer ganzen Generation im Deutschland der 1940er Jahre. In der Spätphase des Zweiten Weltkriegs dient sie als Flakhelferin im „Endkampf“ um „Groß-Deutschland“, rutscht aber in den letzten Kriegstagen ins Bodenlose ab und landet in den Fängen eines Zuhälters. Aus Martina Rieß wird das „gefallene Mädchen“ Tiny Kuczinsky, das nach einer Razzia im „Eterna“, einem verkappten Bordell der Besatzungszeit Ende der 1940er Jahre, eines Tages vor dem Jugendgericht landet. Auf dem Gerichtsflur begegnet sie ihrer älteren Schwester Irene, die, ein absoluter Gegenentwurf zur haltlosen Martina, nach 1945 einen vollkommen anderen Weg gewählt hat und sich einen bescheidenen Wohlstand als Psychologin erarbeitet hat. Tiny alias Martina wird vom Jugendgericht in eine Fürsorgeanstalt gesteckt, aus der sie eines Tages türmt. In Freiheit spannt sie erst Irenes schwedischen Freund Volker aus, einen erfolgreichen Fotografen, der nicht wusste, dass Martina Irenes Schwester ist, gerät dann wieder auf die alte, „schiefe“ Bahn zurück und beginnt sich und ihren Körper erneut zu verkaufen. Einem kurzen Moment einer inneren Erkenntnis folgend, kehrt Martina, nachdem sie erfahren hat, dass Irene und Volker mehr oder weniger zusammen sind, in die Hände der Jugendfürsorge und damit ins Heim zurück und söhnt sich mit Irene aus, um nach ihrer Entlassung bald darauf erneut abzudriften. 
Bald erfasst Martina der Sog der Halbwelt, und die junge Frau gerät erneut in ein kriminelles Umfeld, in dem ihr ehemaliger Zuhälter Donny das Sagen hat. Der ist nun auch im Geldfälscher-Milieu aktiv. Donny plant, Falschgeld in Umlauf zu bringen und bedroht den Besitzer einer Druckerei, der nicht kooperieren will. Martina wird Zeugin eines Mordes, den Donny an dem Mann verübt, der sich zu widersetzen versucht. Sie flieht aus einer Pension, in der sie untergebracht ist und wird dabei Opfer eines Unfalls, als sie auf der Flucht unter die Räder eines Lkw gerät. Martinas Leben steht auf des Messers Schneide, als der renommierte Professor Rauscher, mit dem Irene regelmäßig zusammenarbeitet, Martina zu operieren beginnt. Während der Narkose gewinnen einige Dinge infolge der Befragung durch Irene an Klarheit: Martina litt unter dem Glauben, sie habe einen Mann getötet. Mit Irenes Hilfe wird klar, dass sich Martina einst dem Würgegriff eines stürmischen Liebhabers erwehrte und Donny, ihr späterer Zuhälter, den Mann daraufhin tötete. Donny aber ließ Martina in dem Glauben, sie selbst habe den Vergewaltiger getötet. Diese Schuld warf sie frühzeitig aus der Bahn. Jetzt, wo sich ihr Trauma gelöst hat und Martina physisch wie psychisch auf dem Weg der Gesundung ist, fügen sich alle Dinge final zum Besseren: Martina findet zu Volker zurück, während Irene und der Unfallchirurg, der Martinas Leben rettete, auch privat zusammenfinden.

## Produktionsnotizen
Die Dreharbeiten fanden unter erschwerten Bedingungen (Stromsperren, überwiegend Nachtdrehs etc.) im März 1949 in dem von den Sowjetbesatzern abgeriegelten Westteil Berlins statt. Der von Heinz Rühmann und seinem Kompagnon Alf Teichs produzierte Film wurde am 8. Juli 1949 uraufgeführt.
Werner Drake hat die Produktionsleitung. Die Filmbauten stammen von Willi A. Herrmann und Gabriel Pellon, die Kostüme wurden von Gertrud Recke angefertigt.

## Kritiken
Der Film fand, trotz seines kommerziellen Misserfolgs im Uraufführungsjahr, in der damaligen wie heutigen Presse beträchtliche Beachtung. Nachfolgend mehrere Beispiele.
Im Spiegel ist zu lesen: „Die Drehbuchautorin Grete Illing und Regisseur Rabenalt wollten mit der Titelgestalt den "Vamp 1949" kreieren. Martina sollte der Vamp werden mit bürgerlicher Vergangenheit, mit der sentimentalen Sehnsucht nach Eltern und dem hübschen Haus. Durch Jeanette Schultzes photogenes, unverbrauchtes Gesicht blieb die Absicht erkennbar. Der Starentdecker Rabenalt brachte noch ein neues Gesicht auf die Leinwand: Cornell Borchers, einen blonden Irene-von-Meyendorff-Typ. Der Gegensatz zwischen der feurigen Jeanette und der kühlen Cornell wirkte reizvoll. Noch ein Plus konnte der Film für sich verbuchen. Er wurde als einziger Comedia-Film im blockierten West-Berlin gedreht.“
Angemerkt wurde von der zeitgenössischen Kritik auch, dass die Damenwelt in „Martina“, auch und vor allem die Titelheldin selbst, trotz des Trümmerzeitalters, modisch stets auf dem neuesten Stand zu sein schien, was den Kritiker Wolfdietrich Schnurre zur Bemerkung veranlasste, man trage hier „ausgezeichnet geschneiderte Garderoben, die ganze Modejournale aufwiegen“.
Die Wiener Filmzeitung zählte den Film zum „Interessantesten, was die deutsche Produktion nach dem Kriege hervorgebracht hat.“
Im Lexikon des Internationalen Films heißt es: „Nach der Flucht aus einer Besserungsanstalt kommt ein Mädchen bei seiner Schwester, einer Nervenärztin, unter. Es freundet sich mit dem Verlobten der Schwester an, leistet aber Verzicht und geht zurück in die Anstalt. Nach der Entlassung gerät sie zunächst auf die schiefe Bahn. Ein sentimentaler Film aus dem Nachkriegskino.“
Der Film thematisierte aber auch einen Umstand, der vor allem von der US-Besatzungsmacht, an deren Militärpräsenz laut alliierter Militärzensur nicht der Hauch einer Kritik geübt werden durfte, kritisch beäugt wurde: die ständige Umgehung des Fraternisierungsverbots. Dazu ist im Tagesspiegel rückbetrachtend zu lesen: „Das Thema des Films wühlte damals insbesondere den männlichen Teil der deutschen Bevölkerung auf: das „Fräulein-Problem“. Fräuleins, das waren die Frauen, die sich trotz Fraternisierungsverbot mit den Soldaten der Siegermächte einließen. Selbst der Bischof von Passau empörte sich auf der Kanzel über „deutsche Mädchen“, die sich „fremden Soldaten in dirnenhafter Weise förmlich aufdrängen“. Dass Martina ein „Ami-Flittchen“ ist, wird – wohl mit Rücksicht auf die alliierte Zensur – nur angedeutet. Einmal steigt sie zu einem Freier in einen Cadillac.“